# Mbalmayo
Mbalmayo é uma cidade dos Camarões localizada na província de Centro. Mbalmayo é a capital do departamento de Nyong-et-Soo.